# Andreu-Avel·lí Artís
Andreu Avel·lí Artís i Tomàs (Barcelona, 12 de junio de 1908-Sitges, 2 de julio de 2006) fue un periodista, escritor y dibujante español, conocido con el pseudónimo de Sempronio. Era hijo de Josep Artís i Balaguer y primo de Avel·lí Artís-Gener.

## Biografía
Antes de la guerra civil española colaboró con la Revista de Catalunya, Mirador y L'Opinió. En 1941 adoptó el pseudónimo de Sempronio, con el que firmaba sus colaboraciones en la revista Destino (donde también empleó el de Miguel del Puerto), Después generalizó el pseudónimo en el conjunto de sus artículos y libros. También colaboró con el Diario de Barcelona y  El Noticiero Universal. En 1964 fue el primer director de Tele/eXpres, y de 1966 a 1970 dirigió Tele/Estel, primer semanario en lengua catalana autorizado por la dictadura franquista. Desde 1964 colaboró regularmente en La Vanguardia y desde 1976 en Avui.
Durante los años 1970 y 1980 se centró en construir en sus libros una crónica, entre histórica y costumbrista, de la Barcelona del siglo XX, pero también manifestó su interés por el mundo del arte (también cultivó la pintura y llevó a cabo algunas exposiciones). En 1972, el Ayuntamiento de Barcelona lo nombró cronista oficial de la ciudad, y en 1991 le otorgó la Medalla de Oro al mérito artístico. En 1987 la Generalidad de Cataluña le reconoció su trayectoria con la Creu de Sant Jordi.

## Obras

### Ensayo
- Barcelona tal com és (1948)
- Los barceloneses (1959)
- Minutero barcelonés (1963)
- L'art de viure al dia (1970)
- Retrats de Ramon Casas (1970)
- Clar i català (1973)
- Aquella entremaliada Barcelona (1978)
- Barcelona era una festa (1980)
- Quan Barcelona portava barret (1983)
- Barcelona pel forat del pany (1985)
- Barcelona bitllo-bitllo (1986)
- Taula de cafè (1989)
- Barcelona a mitja veu (1991)
- Cent autoretrats d'artistes catalans (1992)
- Barcelona es confessa a mitges (1994)
- La Barcelona del jove Picasso (1995)

### Novela
- La oración del diablo (1962),finalista del Premio Planeta (1960)
- La vall dels reis (1985)
- El mur (1988)

### Poesía
- L'accent de Barcelona (1938)

### Teatro
- Les flors del Mal (1947)
- Els fugitius de la plaça Reial (1964)
- La canción del Paralelo (sarsuela, 1943)
- La impassible (1935)